# Piar (Bolívar)
Piar is een gemeente in de Venezolaanse staat Bolívar. De gemeente telt 117.000 inwoners. De hoofdplaats is Upata.